# Lutra
Lutra là một chi động vật có vú trong họ Chồn, bộ Ăn thịt. Chi này được Brisson miêu tả năm 1762. Loài điển hình của chi này là Mustela lutra Linnaeus, 1758.

## Hình ảnh

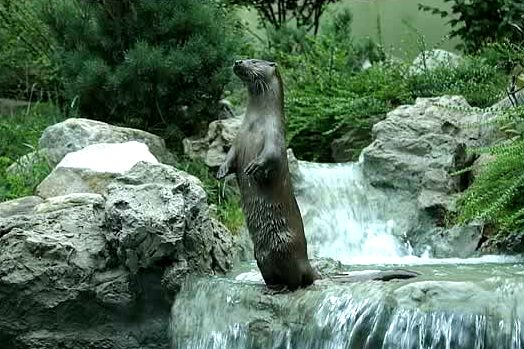
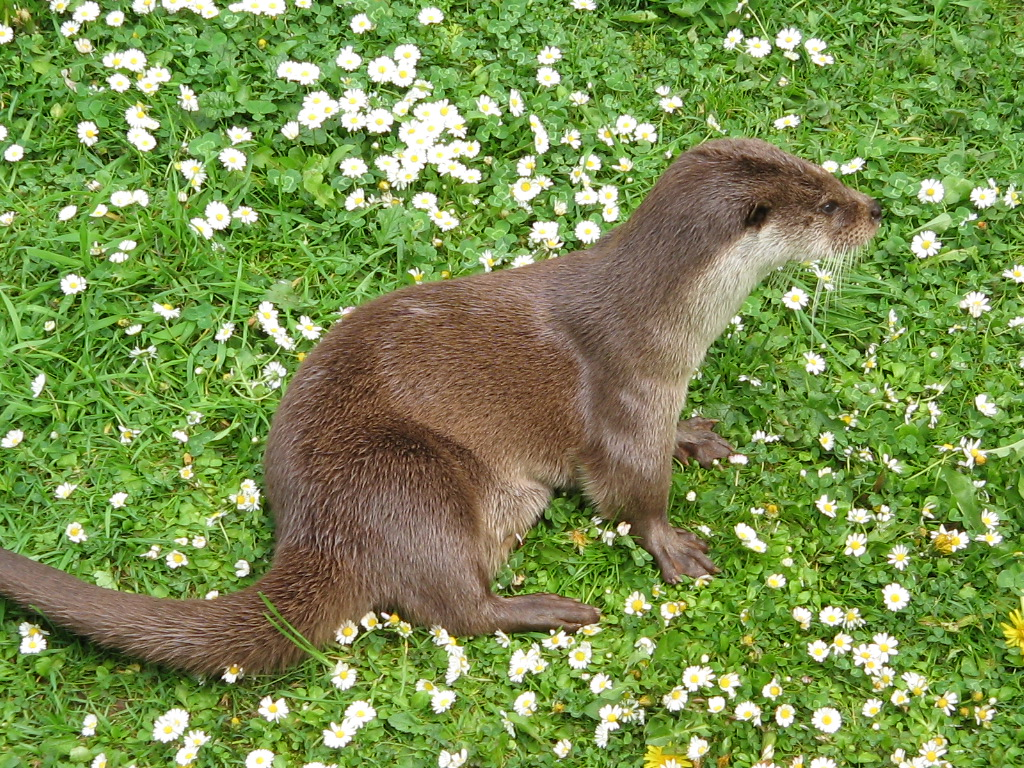
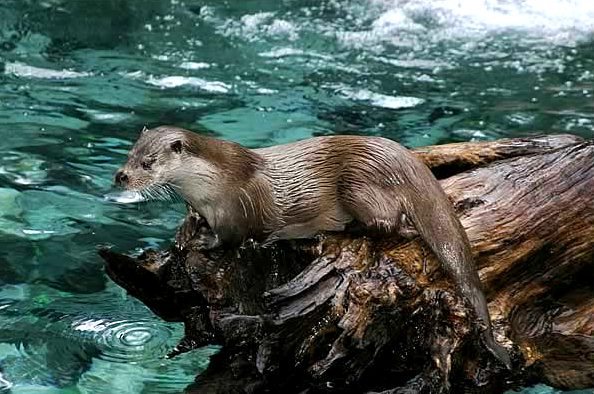
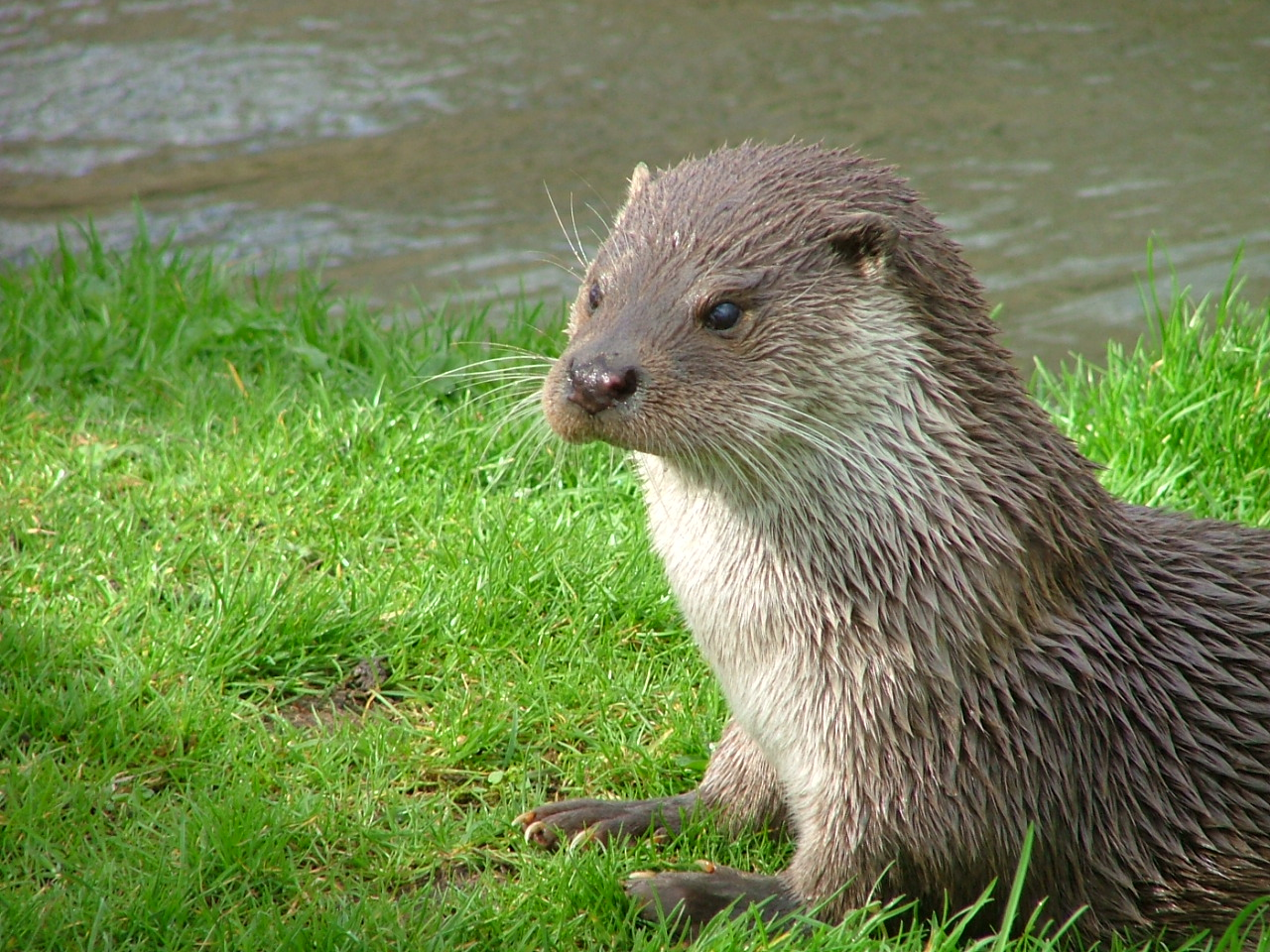

## Các loài
Chi này gồm các loài: